# Беклемишев, Степан Владимирович
Степан Владимирович Беклемишев (1552 — после 1581) — сын боярский и воевода во времена Ивана Грозного, помещик Ржева, сын Владимира Григорьевича Беклемишева.

## Биография
В 1579 г. — наместник в Зарайске.
В 1581 г. служил осадным головой у воеводы князя Григория Засекина в Михайлове.